# Bajszos lappantyú
A bajszos lappantyú (Eurostopodus mystacalis) a madarak (Aves) osztályának lappantyúalakúak (Caprimulgiformes) rendjéhez, ezen belül a lappantyúfélék (Caprimulgidae) családjához tartozó faj.

## Rendszerezése
A fajt Coenraad Jacob Temminck holland ornitológus írta le 1826-ben, a Caprimulgus nembe Caprimulgus mystacalis néven.

## Előfordulása
Ausztrália nyugati részén honos, telelni Pápua Új-Guineáig vonul. Természetes élőhelyei a szubtrópusi vagy trópusi síkvidéki esőerdők, lombhullató erdők, füves puszták, cserjések és tengerpartok, valamint vidéki kertek.

## Megjelenése
Testhossza 30–37 centiméter, a hím testtömege 98–145 gramm, a tojóé 140–180 gramm. A fa kérgéhez, és elhullajtott levelekhez hasonló barna tollazata miatt tökéletesen beleolvad a környezetébe.
|  |

## Életmódja
Rovarokkal táplálkozik, tápláléka legnagyobb részét molylepkék alkotják. Zsákmányát a levegőben kapja el. Költözés közben akár 20 fős csapatokban is vadászhat.
Fészket nem épít, ahelyett az avarba rakja halványsárga, barna pacás tojását. A dombtetők vagy sziklás kiemelkedések a preferált fészkelőhelye, melyekhez gyakran évente visszatér. Nappal a tojó kotlik, viszont éjszaka a hím átveszi a szerepet, hogy a nőstény vadászhasson.

## Természetvédelmi helyzete
Az elterjedési területe rendkívül nagy, egyedszáma viszont csökken, de még nem éri el a kritikus szintet. A Természetvédelmi Világszövetség Vörös listáján nem fenyegetett fajként szerepel.